# Pom Prap Sattru Phai
Pom Prap Sattru Phai (thaï : ป้อมปราบศัตรูพ่าย, API : [pɔ̂m pràːp sàt.trūː pʰâːj]) est l'un des 50 khets de Bangkok, Thaïlande.

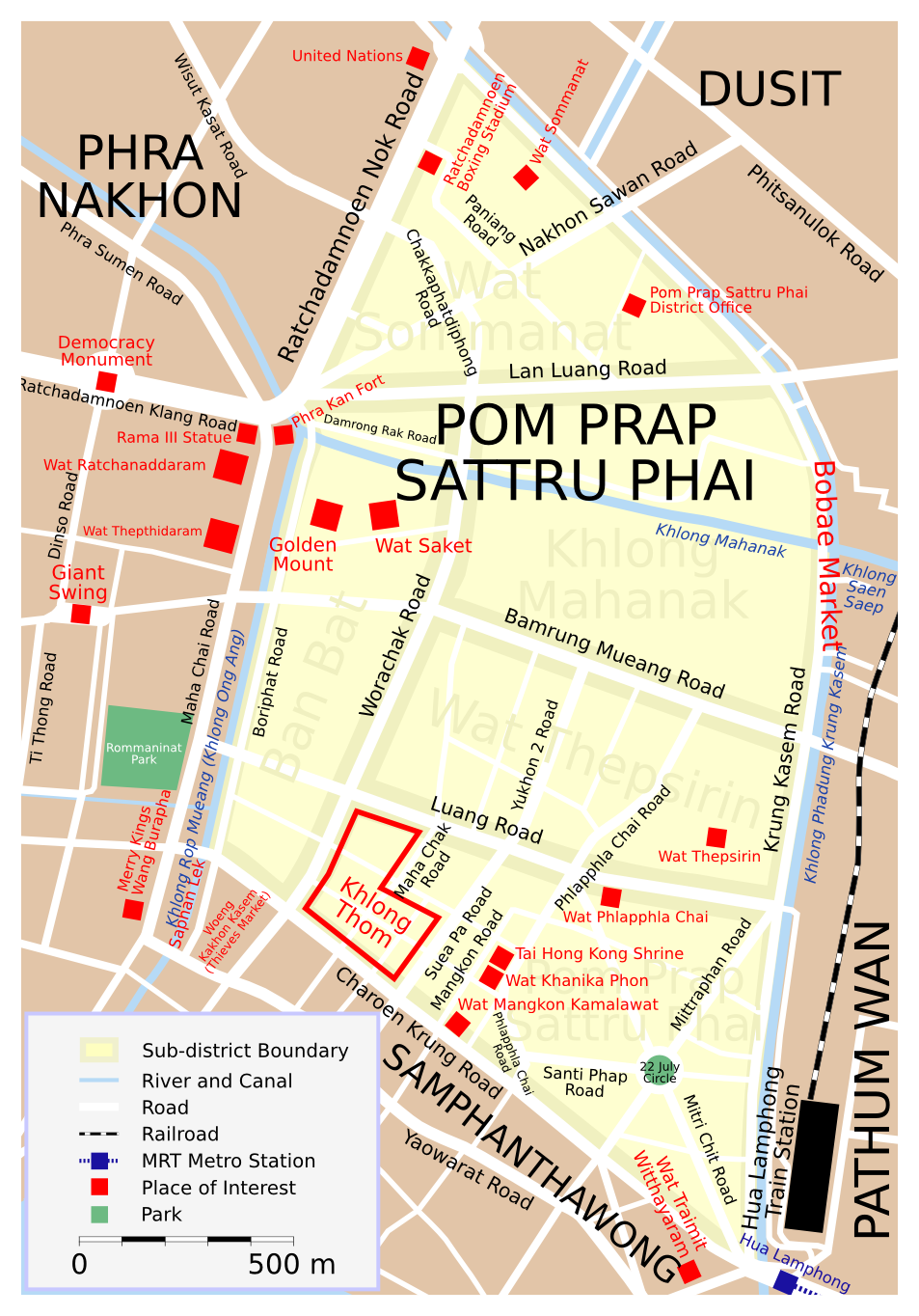
Carte de Pom Prap Sattru Phai

## Points d'intérêt
- Wat Saket et la montagne d'or
- Wat Tepsirin, Wat Phappia Chai, Wat Khanika Phon, Wat Mangkon Kamalawat, Wat Sommanet etc.
- Stade de boxe du Rajadamnoen

## Galeries

Wat Saket et la montagne d'or
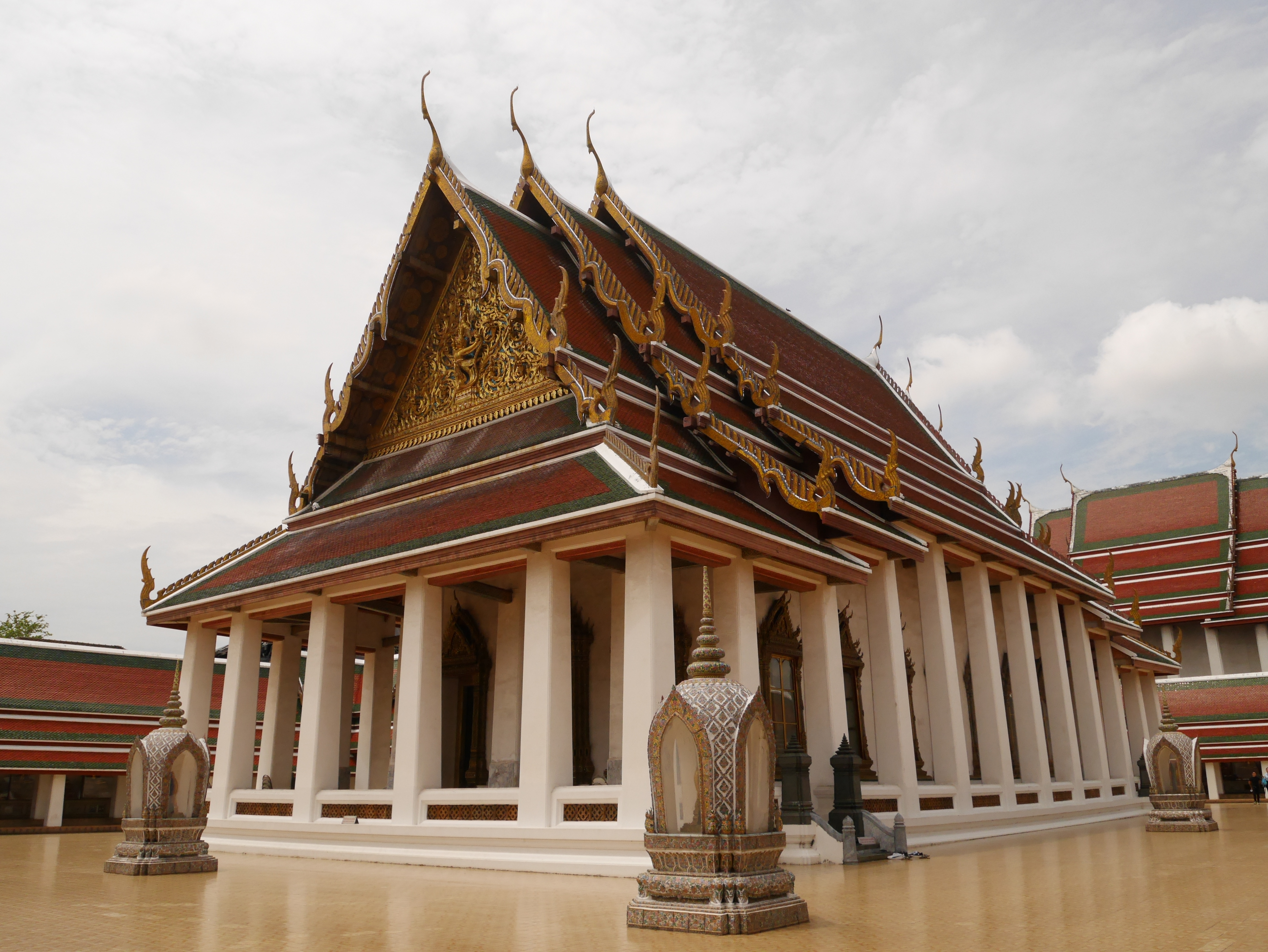
Le bot de Wat Saket
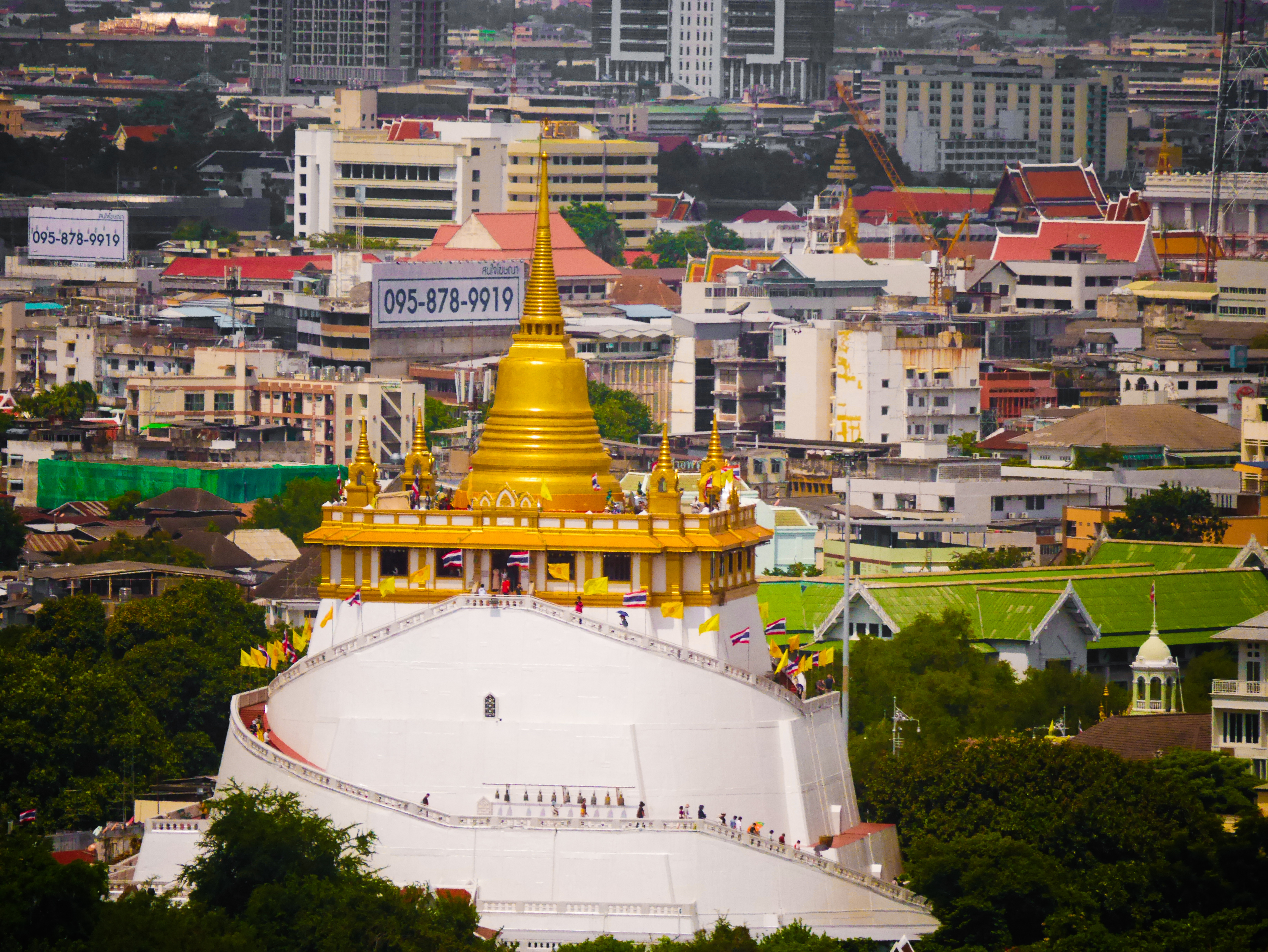
La montagne d'or
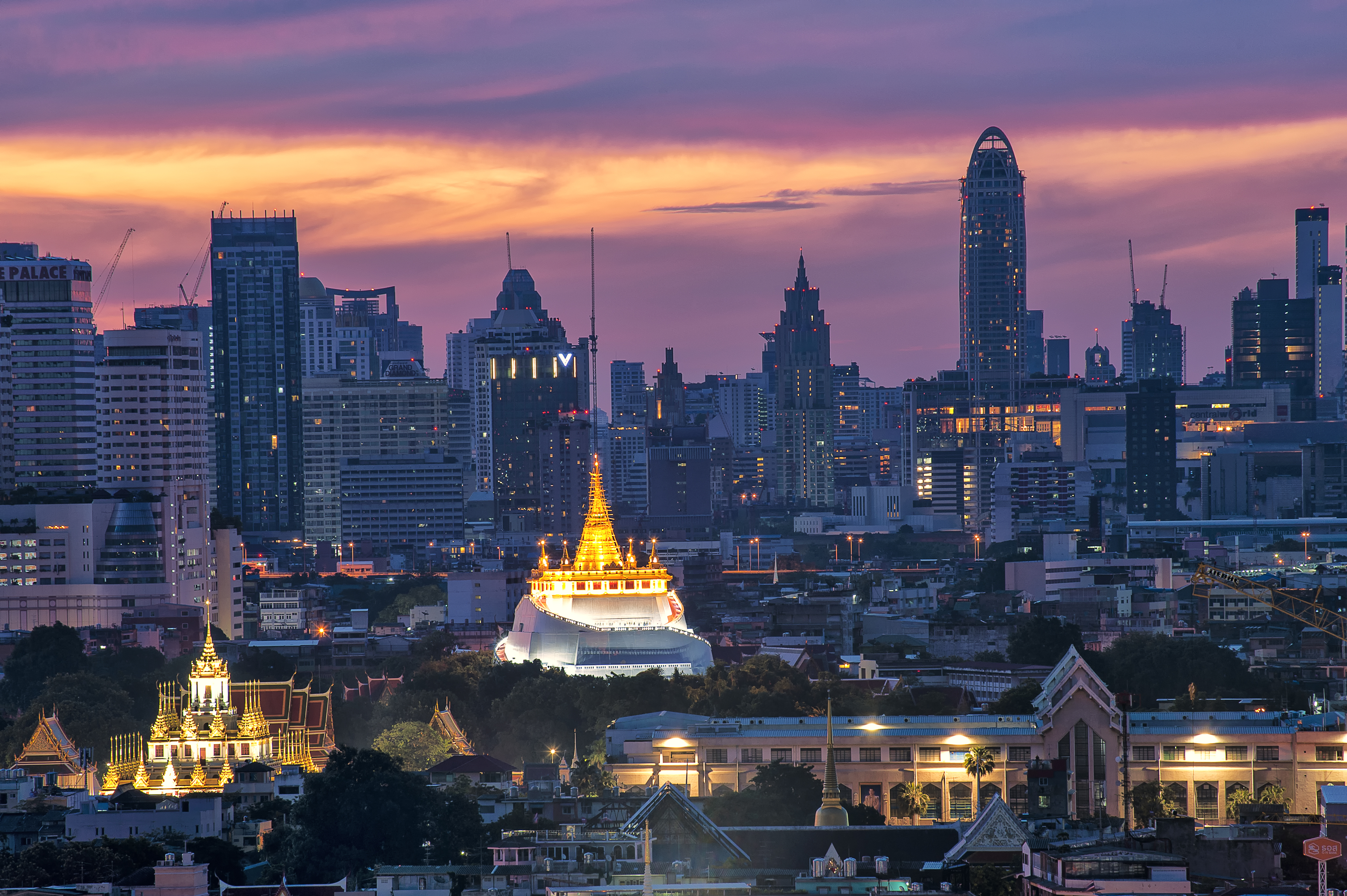
À gauche Wat Ratchanatdaram et au centre La montagne d'or

Autres wats
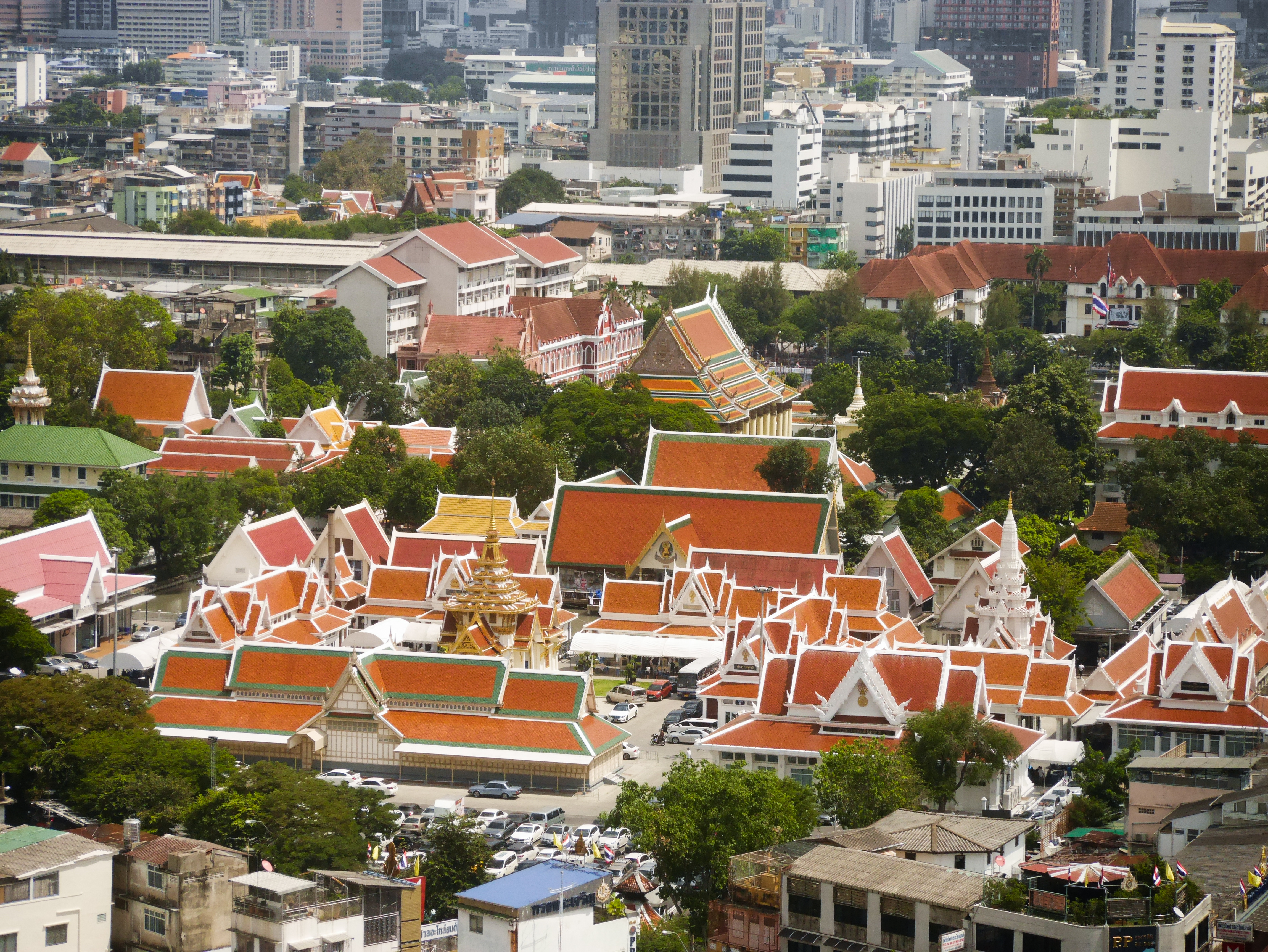
Wat Tepsirin
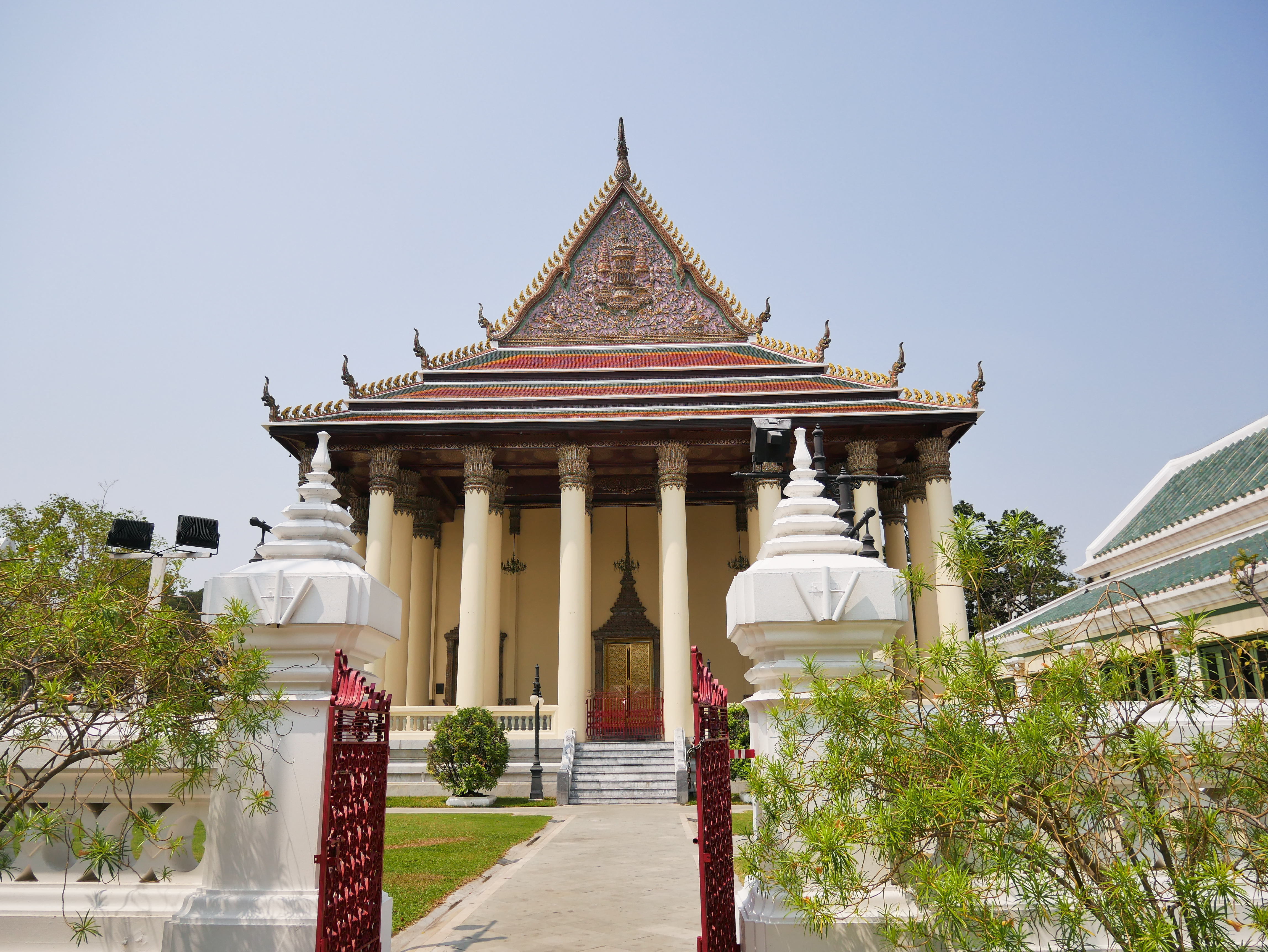
Wat Tepsirin
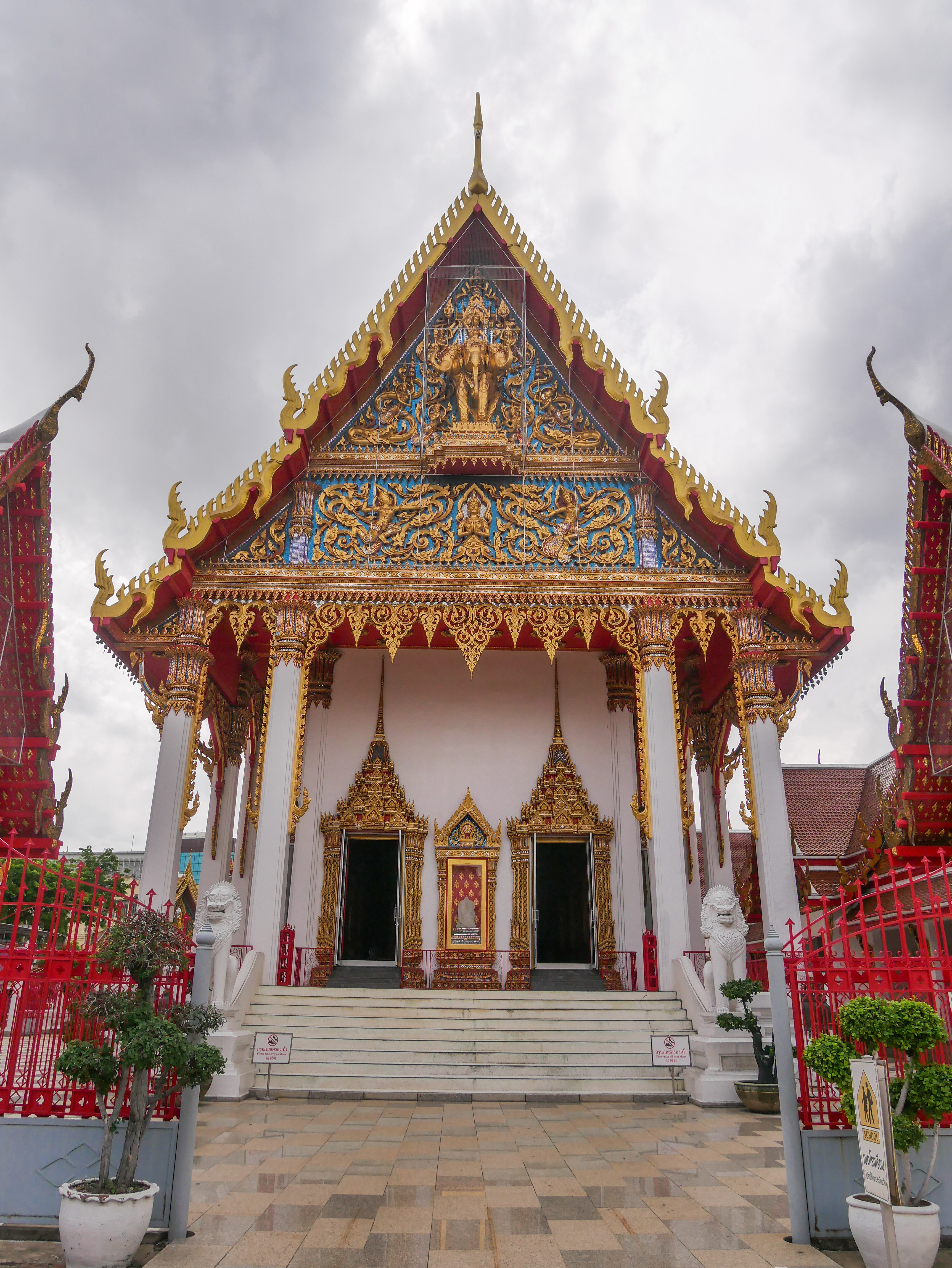
Wat Phlappia Chai
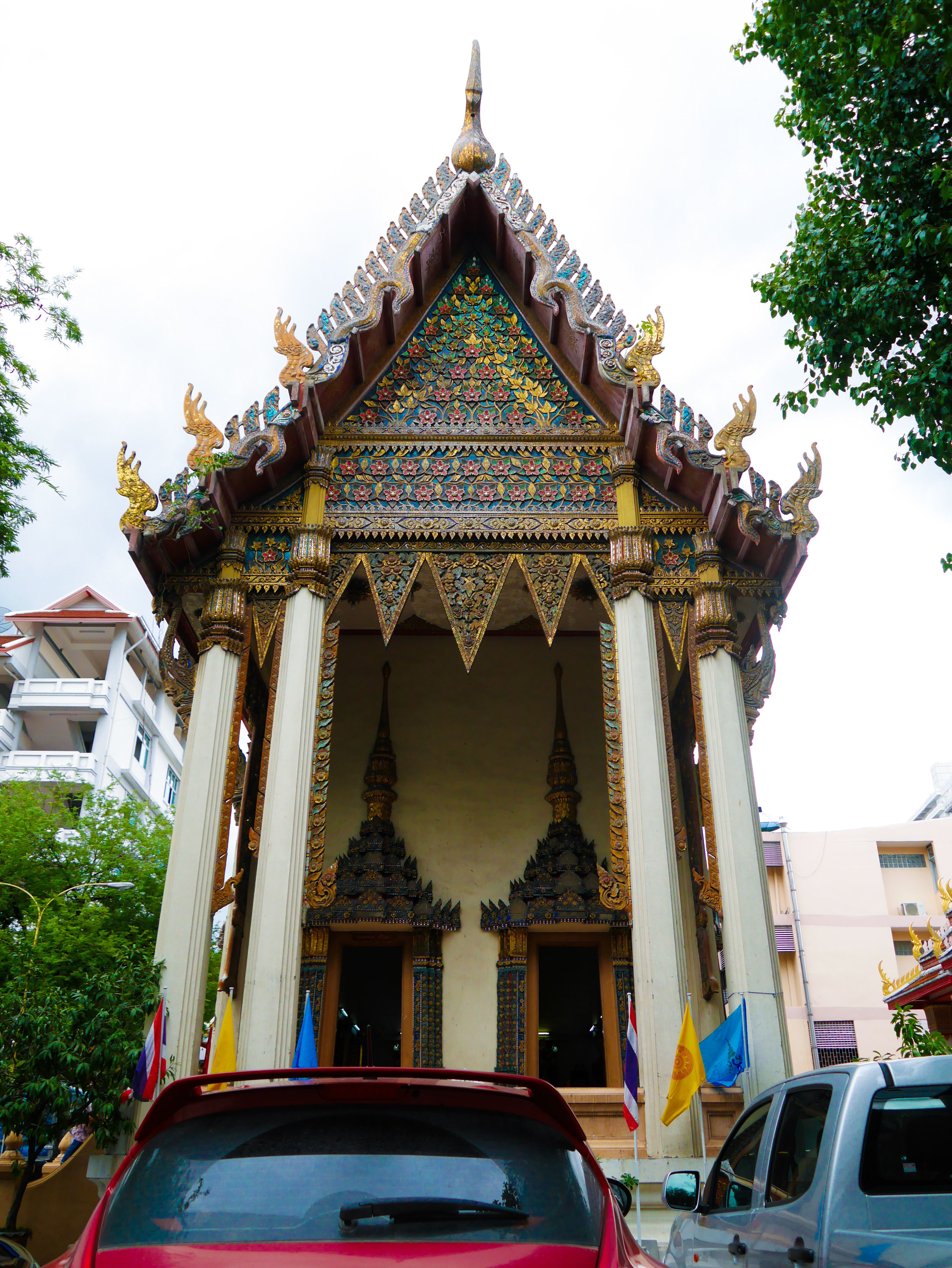
Wat Khanika Phon
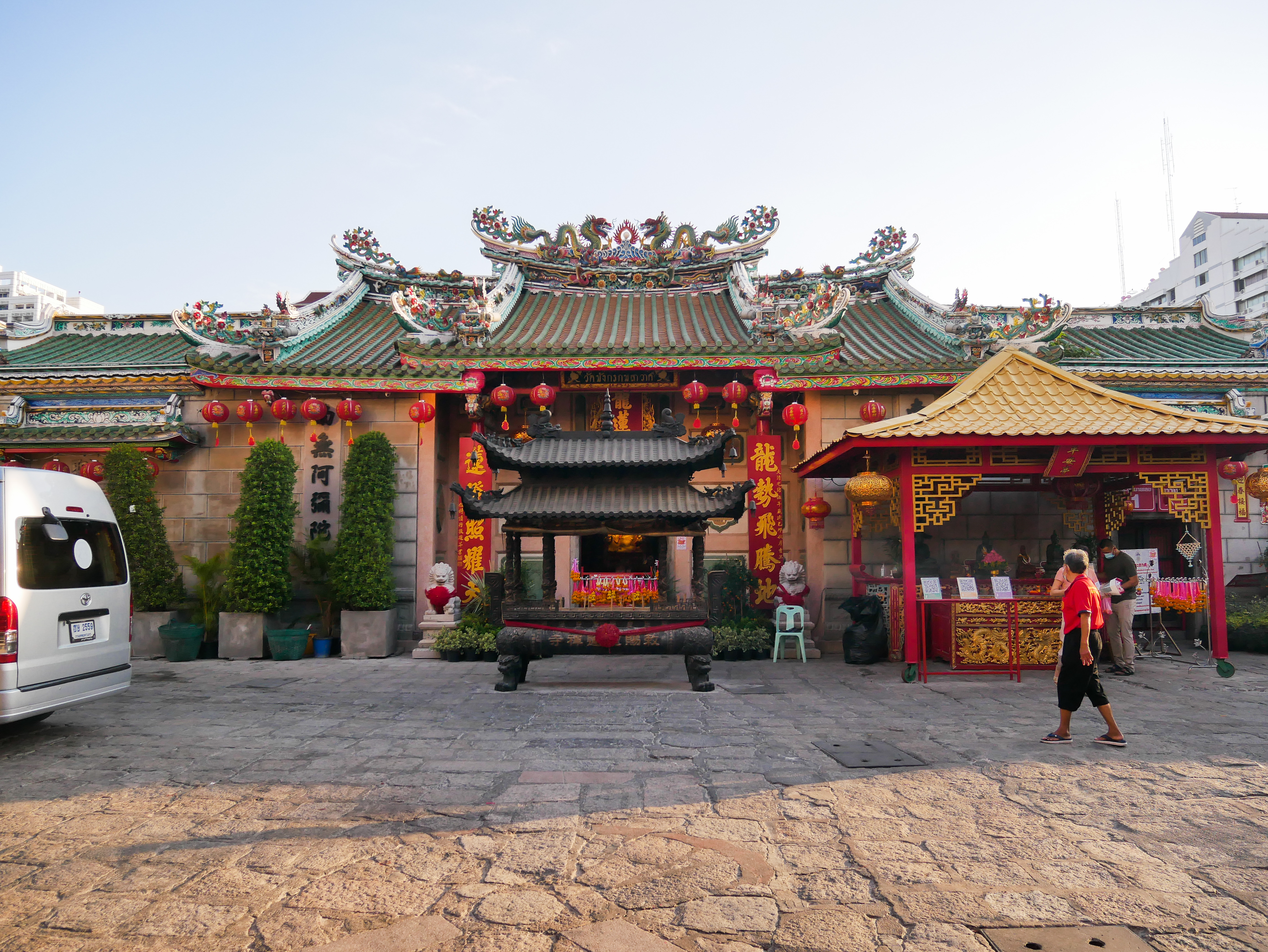
Wat Mangkon Kamalawat
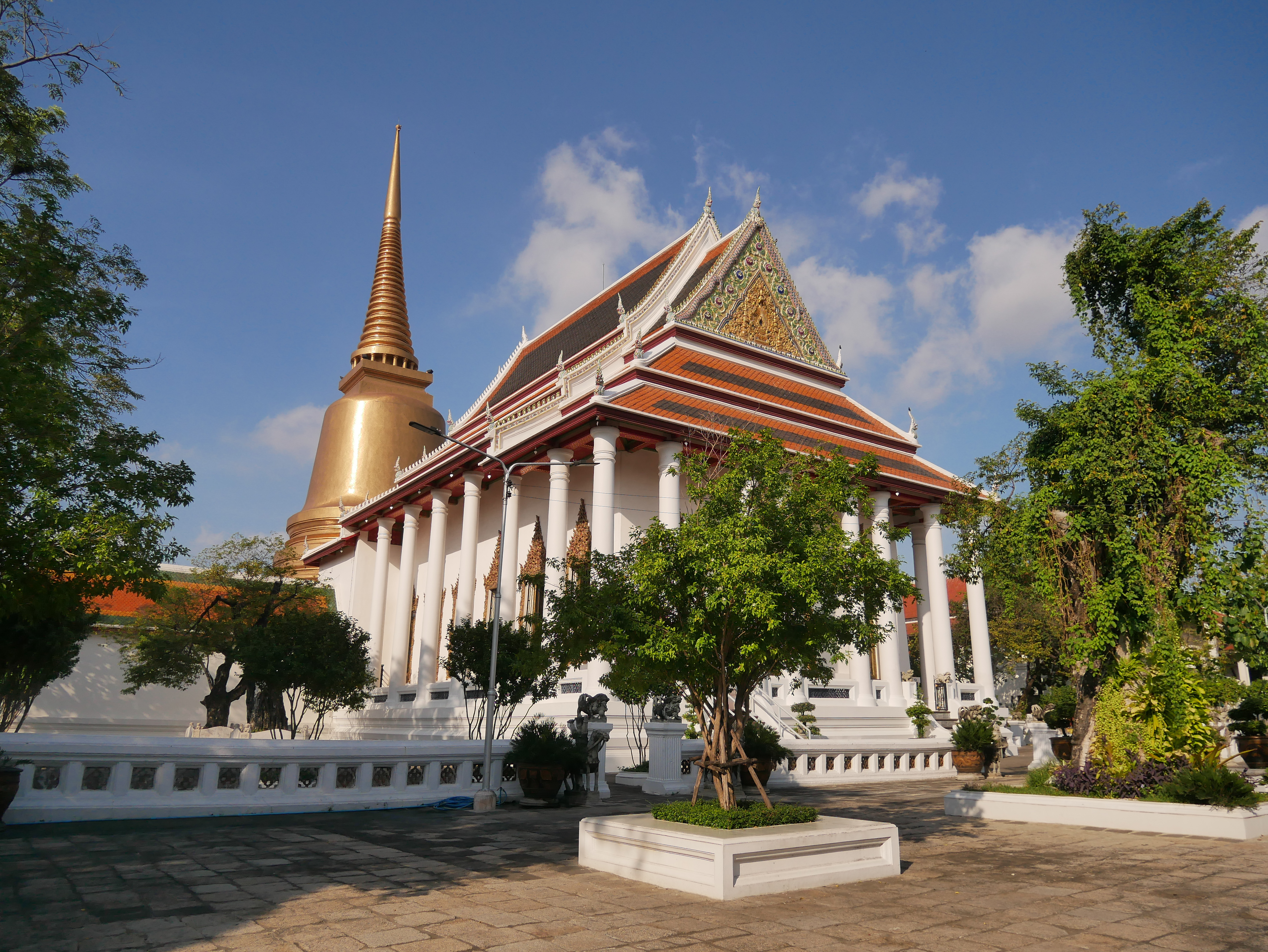
Wat Sommanet